# Schwanden
Schwanden é uma comuna da Suíça, no Cantão Glaris, com cerca de 2.557 habitantes. Estende-se por uma área de 30,63 km², de densidade populacional de 83 hab/km². Confina com as seguintes comunas: Elm, Engi, Glarona (Glarus), Haslen, Luchsingen, Matt, Mitlödi, Nidfurn, Schwändi, Sool.
A língua oficial nesta comuna é o Alemão.